# (27596) Maldives
(27596) Maldives ist ein im äußeren Hauptgürtel gelegener Asteroid. Er wurde am 16. Februar 2001 vom kanadischen Astronomen Hongkonger Herkunft William Kwong Yu Yeung am Desert Beaver Observatorium in der Nähe von Eloy, Arizona (IAU-Code 919) entdeckt. Sichtungen des Asteroiden hatte es vorher schon am 9. Mai 1981 am argentinischen Observatorio El Leoncito unter der vorläufigen Bezeichnung 1981 JQ1 gegeben, sowie am 28. Mai 1981 (1981 KM1) am La-Silla-Observatorium in Chile.
Der mittlere Durchmesser des Asteroiden wurde mithilfe des Wide-Field Infrared Survey Explorers (WISE) grob mit 5,572 (±0,617) km berechnet, die Albedo mit 0,172 (±0,042). Die Sonnenumlaufbahn von (27596) Maldives ist mit einer Exzentrizität von 0,2397 stark elliptisch.
(27596) Maldives wurde am 2. Juni 2015 nach dem Inselstaat Malediven benannt. In der Widmung wurde auf die Sorgen der Bevölkerung der Malediven wegen des steigenden Meeresspiegels hingewiesen.